# رود اینوگامی
رود اینوگامی (به لاتین: Inukami River) یک رود در ژاپن است که در Suzuka Mountains واقع شده‌است.